# Wappen von Hamburg (Schiff, 1962)
Die Wappen von Hamburg von 1962 war das zweite der Seebäderschiffe der HADAG Seetouristik und Fährdienst mit diesem Namen.

## Geschichte

### Wappen von Hamburg
Die zweite Wappen von Hamburg der HADAG wurde, um die erste Wappen von Hamburg von 1955 zu ersetzen, wie das Vorgängerschiff bei Blohm & Voss gebaut und 1962 in Dienst gestellt. Sie wurde für den Helgoland-Fährbetrieb gebaut und bediente in der Sommersaison die Route Hamburg–Helgoland–Cuxhaven. 
Während einer Helgolandfahrt am 18. Juli 1962 ereignete sich auf der Rückfahrt nach Hamburg auf der Unterelbe ein schwerer Seeunfall, als ein junger alkoholisierter Passagier aus Übermut über Bord sprang, um zu beweisen, dass er an Land schwimmen könne. Bei dem sofort eingeleiteten Rettungsmanöver verunglückten die beiden ausgesetzten Rettungsboote, wobei insgesamt drei Besatzungsmitglieder ums Leben kamen. Bei der Rettungsaktion wurde auch der Seenotrettungskreuzer Ruhrstahl eingesetzt. Der Passagier erreichte unbeschadet das Ufer und hatte von dem Unglück keine Kenntnis. Die Seeamtsverhandlung fand in Hamburg am 12. Oktober des Jahres statt.
Nach vier Monaten im Einsatz wurde die Wappen von Hamburg für 195 Tage an die Seaboard & Caribbean Transport Corporation in Liberia verchartert und im Oktober 1962 nach Miami überführt. Dort wurde sie als schwimmendes Spielkasino zwischen Miami und Nassau eingesetzt. Zur gleichen Zeit ereignete sich die Kubakrise, durch die der Charterer in Zahlungsschwierigkeiten geriet. Dies hatte zur Folge, dass das Schiff Mitte Dezember 1962 im Hafen von Miami an die Kette gelegt wurde. Nach zähen Verhandlungen der HADAG kam das Schiff Ende Dezember 1962 frei und wurde zurück nach Deutschland überführt. Am 11. Januar 1963 traf die Wappen von Hamburg in Hamburg ein und wurde im Anschluss bei Blohm & Voss überholt. Sie bediente weiterhin in der Sommersaison die Route Hamburg–Cuxhaven–Helgoland und wurde in der übrigen Zeit an diverse Betreiber verchartert und auf diversen Routen in der Nord- und Ostsee eingesetzt.

### Stena Reederei
Am 13. Oktober 1964 wurde das Schiff an die Stena Reederei GmbH in Kiel verkauft und in Wappen umbenannt. Es fuhr die Routen zwischen Göteborg, Frederikshavn, Larvik und Sandefjord. Ab 17. Oktober 1964 wurde es wiederum umbenannt und fuhr ab diesem Zeitpunkt unter dem Namen Norge Pilen die Route Larvik–Göteborg. Ab dem 30. April 1965 fuhr das Schiff unter dem Namen Jätten Finn auf der Route Stockholm–Mariehamn. Ab dem 12. Oktober 1965 wurde der Name des Schiffes wiederum geändert: Es trug nun den Namen Mac Finn und bediente die Route Stockholm, Mariehamn und Turku.

### Alte Liebe 1966–1982

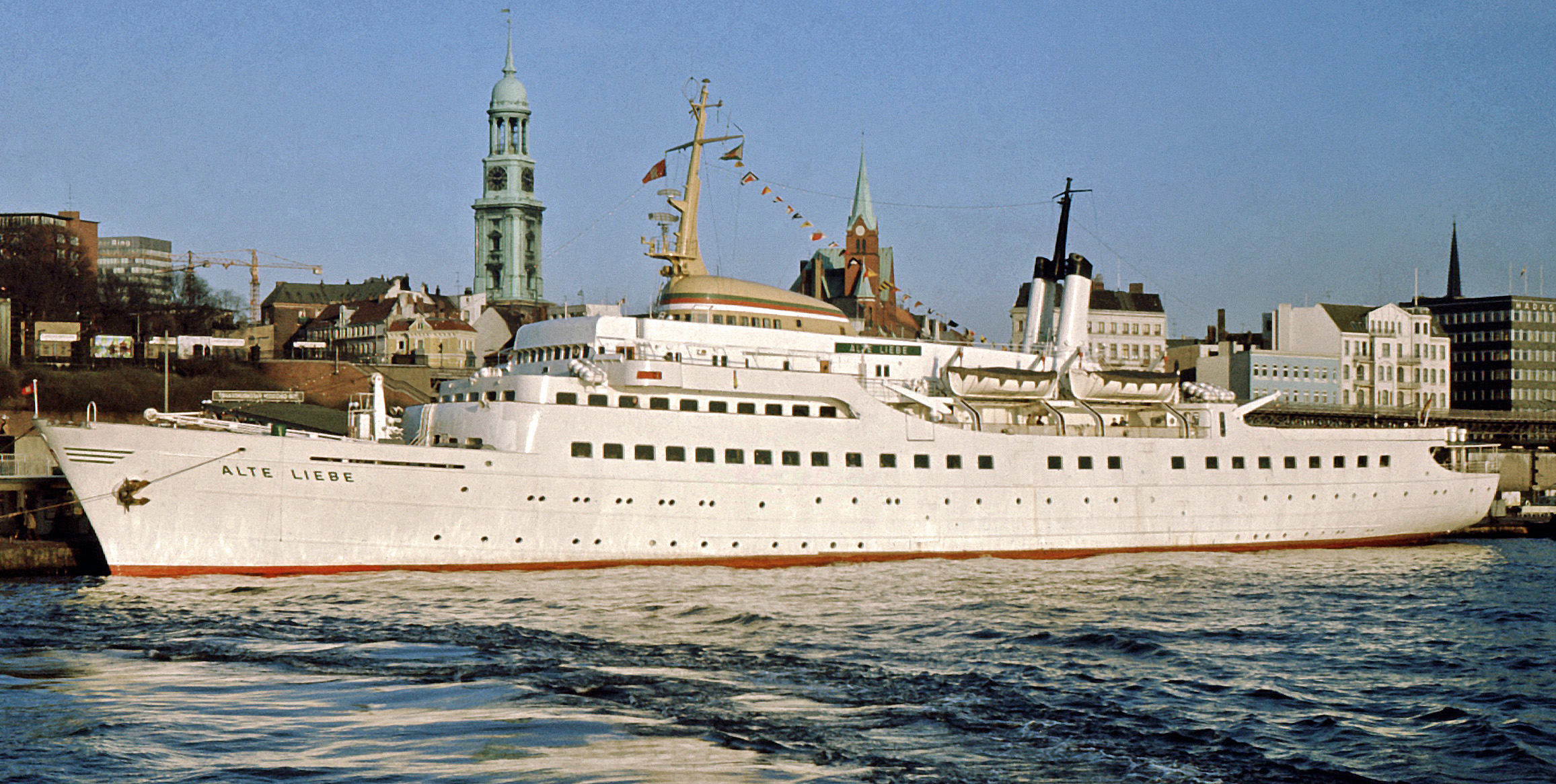
Als Alte Liebe 1975 an den St. Pauli Landungsbrücken in Hamburg

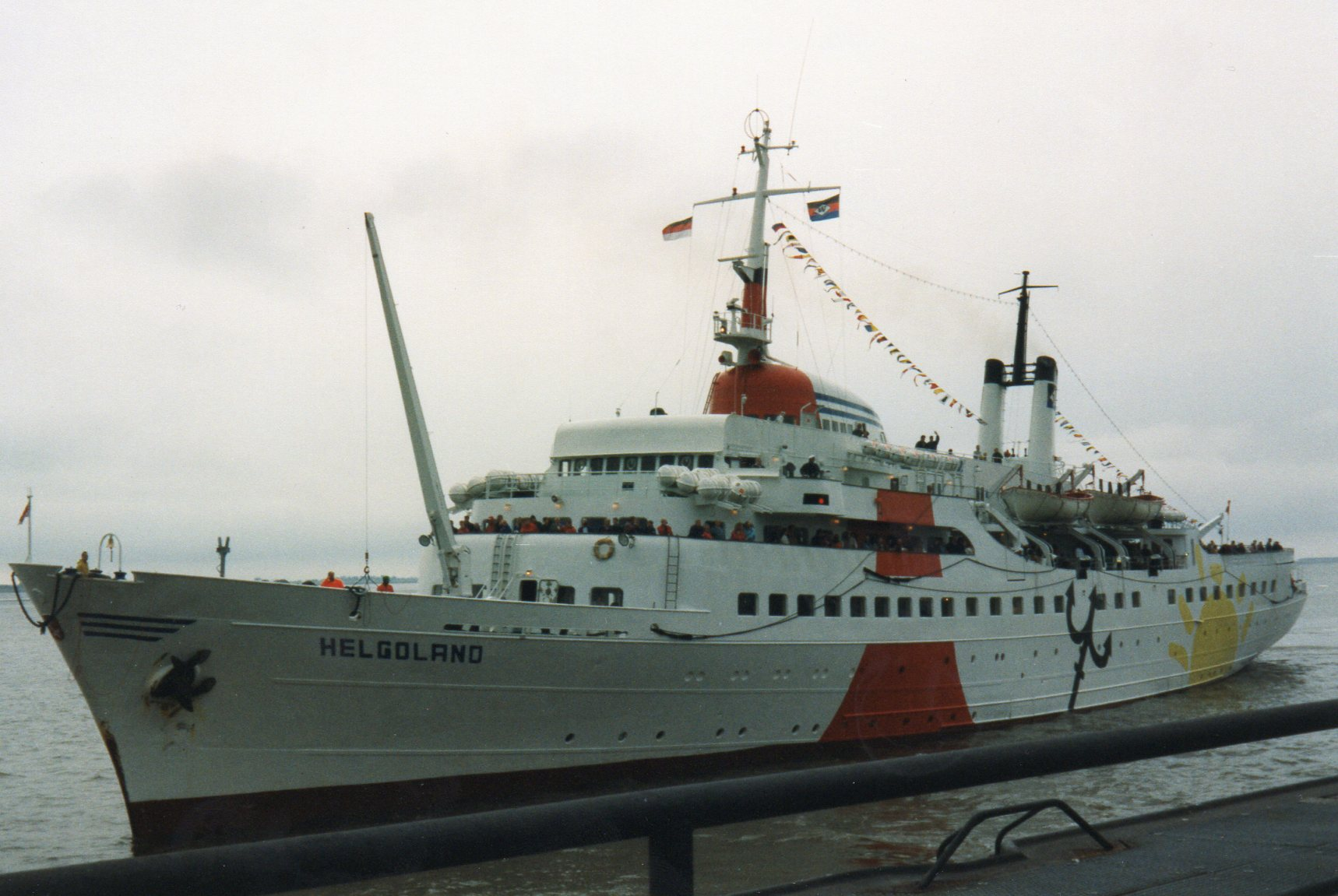
Als Helgoland in den Farben der Reederei Warrings am 12. Juli 1996 an der Seebäderkaje in Bremerhaven

Am 1. April 1966 kaufte die HADAG, Hamburg, das Schiff zurück und taufte es auf den Namen Alte Liebe. Es wurde als Ersatz für die Helgoland auf der Route Cuxhaven–Helgoland eingesetzt. Im September 1971 bediente man mit dem Schiff kurzzeitig die Route Travemünde–Rødbyhavn. 1973 wurde es auf der Strecke Hamburg–Helgoland eingesetzt. Im April 1974 wurde es bei der Mützelfeldtwerft in Cuxhaven umgebaut – dabei wurden u. a. die Innenräume neugestaltet und der Salon auf dem Hauptdeck verlängert. Von Oktober 1974 bis April 1975 wurde es als Restaurant- und Hotelschiff an den St.-Pauli-Landungsbrücken in Hamburg genutzt. Zuvor hatte man die Alte Liebe auf KG Alte Liebe Jacobsen, Kröger & Co., Hamburg umregistriert. Die HADAG nutzte das Schiff in der Folgezeit via Rückcharter. Ab September 1975 fuhr das Schiff diverse Routen in Nord- und Ostsee, u. a. immer im Juli und August Cuxhaven–Helgoland und in der übrigen Zeit Travemünde–Rødbyhavn sowie Emden–Delfzijl. Ab 1977 wurden ab Travemünde auch Tagesfahrten nach Rostock-Warnemünde durchgeführt. Im September 1982 wurde es in Hamburg aufgelegt.

### Helgoland 1984–2004

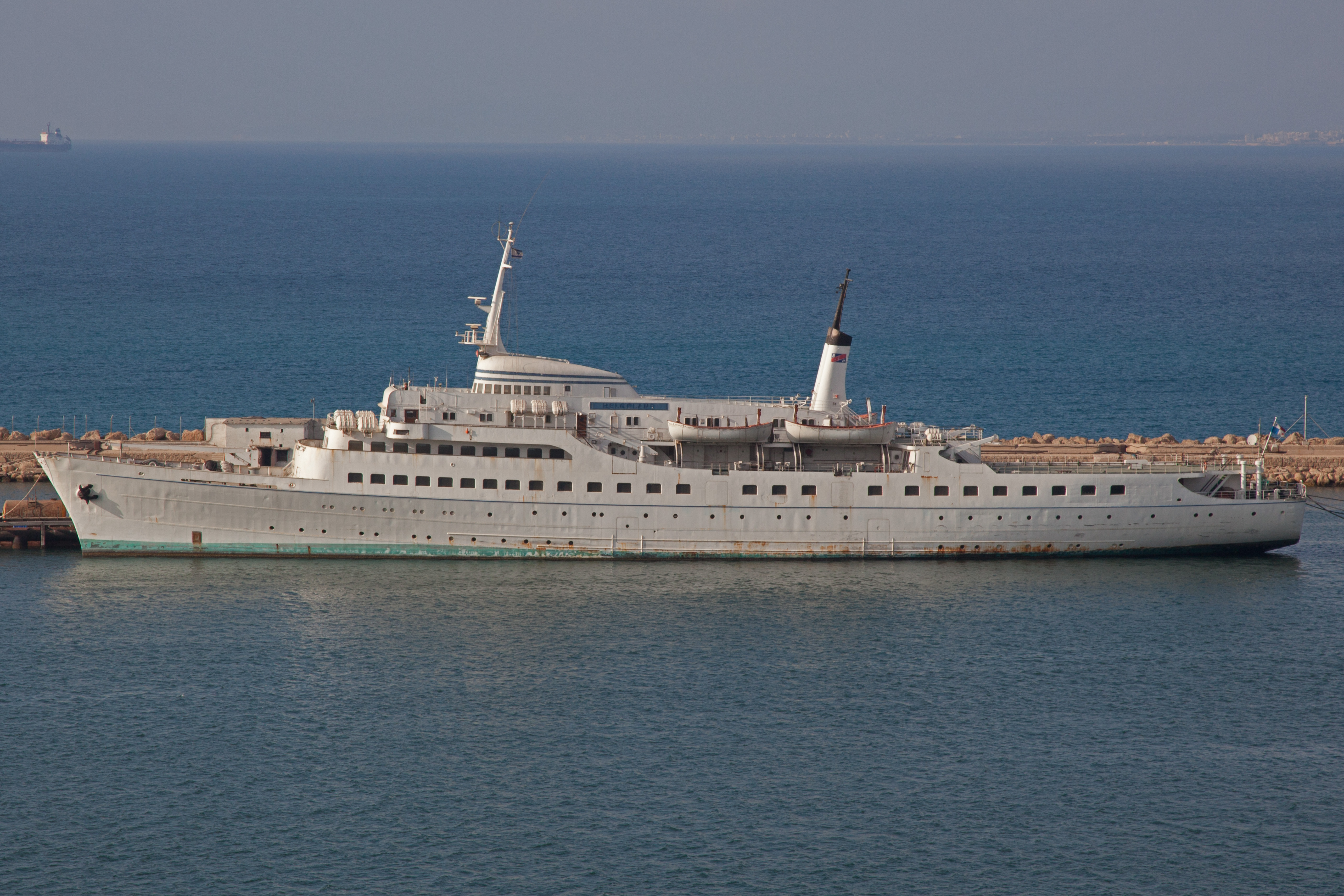
Als Supper Clubcruise 02 in Haifa im Mai 2012

Am 9. Mai 1984 kaufte die Reederei D. Oltmann in Bremen das Schiff und benannte es in Helgoland um. Anfang Juli 1984 wurde das Schiff nach Bremerhaven überführt und fuhr ab der Saison 1985 als Nachfolgerin der Roland von Bremen auf der Route nach Helgoland. Am 22. Dezember 1986 wurde das Schiff an B. Warrings, Carolinensiel Mgr. Bremer-Seebäderdienst GmbH, Bremen, verkauft, fuhr aber weiterhin die gleiche Route von Bremerhaven nach Helgoland. Von September 1997 bis Mai 2000 lag das Schiff in Bremerhaven auf und kehrte dann auf dieselbe Route zurück. Im April 2004 kaufte die Förde Reederei Seetouristik in Flensburg das Schiff. Die Saison 2004 war jedoch die letzte im Helgolandverkehr.

### Supper Clubcruise 02
Am 1. August 2005 kaufte eine niederländische Investorengruppe das Schiff und überführte es mit Zwischenstopps in Amsterdam und Gibraltar nach Tuzla, Türkei. Dort erfolgte eine Überholung und Konservierung des Schiffes. Es wurde umbenannt in Supper Clubcruise 02. Ab dem 23. Februar 2011 lag sie im Hafen von Haifa, Israel, auf, Anfang 2013 wurde sie nach Tuzla geschleppt.

### Okra Sultan
2014 wurde das Schiff in Okra Sultan umbenannt und in Aliağa abgewrackt. Ursprünglich sollte das Schiff zur Yacht umgebaut werden, die Pläne wurden schließlich aufgegeben. Zuvor hatte man bereits die Aufbauten entfernt.